# Itura viridis
Itura viridis är en hjuldjursart som först beskrevs av Soili Kristina Stenroos 1898.  Itura viridis ingår i släktet Itura och familjen Ituridae. Inga underarter finns listade i Catalogue of Life.